# 야나 섹스테
야나 섹스테(라트비아어: Jana Sekste, 1981년 4월 6일 ~ )는 라트비아의 배우이다.